# 板橋ダム
板橋ダム（ばんきょうダム）は中国河南省に建設された大型ダムの一つ。

## 歴史
1949年、1950年と淮河で連続して水害が起きた。1950年10月14日中華人民共和国政務院は治水工事を決定。正式に1951年4月洪河に石漫灘ダムが着工し同年7月に完成、そして1952年6月汝河に板橋ダムが完成した。
1975年8月に台風と豪雨の影響から決壊（後述）。その後1986年から新ダムの建設が行われ、1993年に竣工している。

## 板橋ダム決壊事故
1975年8月、台風3号（蓮娜台風）の影響により河南省駐馬店市は連日暴雨の被害に遭い、板橋ダム・石漫灘ダム2基の大規模ダム、竹溝ダム・田崗ダムの2基の中型ダム、58基の小型ダムが数時間の内に次々と決壊し、合計で約26,000人から240,000人が亡くなった、数万人が洪水により直接溺死し堤防の決壊により数万人が死傷、その後数十万人が食糧問題や感染病により死亡したとされる。これは現在世界史上最大のダム決壊被害である。
中央政府は国家機密としてこの事故の対外公布を禁止してきた。2005年に法律の改訂により関連データが公にされた。ただ、死傷者数や災害範囲は改竄されたものだと認識されている。